# Ilie Datcu
Ilie Datcu (Bucarest, 20 luglio 1937) è un ex calciatore e allenatore di calcio rumeno, di ruolo portiere.

## Carriera
Cresciuto nella Dinamo Bucarest, dal 1969 al 1975 giocò nel Fenerbahçe Spor Kulübü, in cui totalizzò oltre duecento presenze e vinse tre campionati turchi. Vestì anche per trentasei gare la maglia della nazionale rumena.
Nel 1976 prese la nazionalità turca e allenò il Fenerbahçe. In seguito, è stato preparatore dei portieri per la squadra di Istanbul e ha anche allenato Rüştü Reçber.

## Palmarès

### Giocatore
- Campionato rumeno: 4

Dinamo Bucarest: 1961-1962, 1962-1963, 1963-1964, 1964-1965
- Coppa di Romania: 2

Dinamo Bucarest: 1963-1964, 1967-1968
- Campionato turco: 3

Fenerbahçe: 1969-1970, 1973-1974, 1974-1975
- Coppa di Turchia: 1

Fenerbahçe: 1973-1974
- Supercoppa di Turchia: 1

Fenerbahçe: 1973

### Allenatore
- Coppa TSYD: 1

Fenerbahçe: 1976-1977
- Seconda Lega turca

Fatih Karagümrük: 1982-1983